# Moritz Wesemann
Moritz Linus Wesemann (Aquisgrán, 10 de mayo de 2002) es un deportista alemán que compite en saltos de trampolín.
Ganó una medalla de bronce en el Campeonato Mundial de Natación de 2023 y cuatro medallas en el Campeonato Europeo de Saltos de 2025. En los Juegos Europeos de Cracovia 2023 consiguió una medalla de oro en la prueba de trampolín 3 m.

## Palmarés internacional
| Campeonato Mundial | Campeonato Mundial | Campeonato Mundial | Campeonato Mundial   |
| Año                | Lugar              | Medalla            | Prueba               |
| ------------------ | ------------------ | ------------------ | -------------------- |
| 2023               | Fukuoka (Japón)    | Medalla de bronce  | Equipo mixto         |
| Juegos Europeos    |                    |                    |                      |
| Año                | Lugar              | Medalla            | Prueba               |
| 2023               | Rzeszów (Polonia)  | Medalla de oro     | Trampolín 3 m        |
| Campeonato Europeo |                    |                    |                      |
| Año                | Lugar              | Medalla            | Prueba               |
| 2025               | Antalya (Turquía)  | Medalla de oro     | Trampolín 1 m        |
| 2025               | Antalya (Turquía)  | Medalla de oro     | Trampolín 3 m sincro |
| 2025               | Antalya (Turquía)  | Medalla de plata   | Equipo mixto         |
| 2025               | Antalya (Turquía)  | Medalla de bronce  | Trampolín 3 m        |